# Anton Pannekoek
Anton Pannekoek (ur. 2 stycznia 1873 w Vaassen, Holandia, zm. 28 kwietnia 1960 w Wageningen) – holenderski astrofizyk, światowej sławy astronom, teoretyk marksistowski, jeden z czołowych przedstawicieli komunizmu rad.

## Życiorys
Pannekoek studiował matematykę i nauki stosowane na uniwersytecie w Lejdzie od 1891 r. Zanim dostał się na uniwersytet już wykazywał zainteresowania astronomiczne i badał zmienność Gwiazdy Polarnej. Swój pierwszy poważny artykuł, O konieczności dalszych badań Drogi Mlecznej, napisał i opublikował jeszcze będąc studentem. Parę lat po ukończeniu studiów rozpoczął pracę w Leidse Sterrewacht (lejdejskim obserwatorium), gdzie napisał swą pracę doktorską.
Pannekoek był dobrze znanym marksistowskim teoretykiem i jednym z holenderskich radykalnie lewicowych "trybunów" przed I wojną światową. Był jednym z silnie oddziałujących ideowo członków radykalnie lewicowego skrzydła niemieckiej Socjaldemokratycznej Partii Niemiec. Razem z Henriette Roland-Holst i Hermanem Gorterem popierał leninowsko-bolszewickie skrzydło Lewicy Zimmerwaldzkiej podczas wojny.
Pannekoek jest jednym z głównym teoretyków grupy określanej mianem "niemiecko-holenderskiej lewicy" podczas niemieckiej rewolucji we wczesnych latach 20. XX w. Był jednocześnie mentorem, stojącym w cieniu, holenderskiej Grupy Międzynarodowych Komunistów i jednym z głównych teoretycznych założycieli tradycji "komunizmu rad" lat 30. i 40. XX w.
Pannekoek to jednocześnie światowej sławy astrofizyk i astronom. Od 1925 był członkiem Królewskiej Holenderskiej Akademii Sztuk i Nauk. W 1888 roku Nöldeke otrzymał order Pour le Mérite, a w 1903 bawarski Order Maksymiliana. W 1951 roku otrzymał Złoty Medal Królewskiego Towarzystwa Astronomicznego. Po śmierci jego imieniem został nazwany Instytut Astronomiczny na Uniwersytecie w Amsterdamie.